# Каваті Масацугу
Масацугу Каваті (яп. 川内将嗣, англ. Masatsugu Kawachi; 25 листопада 1985, Касіма) — японський боксер, призер чемпіонату світу.

## Боксерська кар'єра
У 2004—2006 роках Масацугу Каваті тричі перемагав у чемпіонаті Японії у напівсередній вазі. 2007 року він узяв участь у чемпіонаті світу у першій напівсередній вазі.
- У 1/32 фіналу переміг Мануса Бунжумнонга (Таїланд) — 14-9
- У 1/16 фіналу переміг Фелікса Діаса (Домініканська Республіка) — 15-14
- У 1/8 фіналу переміг Іонуц Георге (Румунія) — 19-16
- У чвертьфіналі переміг Едуарда Амбарцумяна (Вірменія) — 10-6
- У півфіналі програв Серіку Сапієву (Казахстан) — RSCO 3

На Олімпійських іграх 2008 Каваті програв в першому бою Манусу Бунжумнонгу — 1-8.
Після Олімпіади Масацугу Каваті вирішив залишитися у аматорському боксі і 2009 року виборов бронзову медаль на чемпіонаті Азії. На чемпіонаті світу 2009 програв у першому бою литовцю Егідіюсу Каваляускасу — 5-8.
На Азійських іграх 2010 програв у першому бою.
На чемпіонаті світу 2011 програв у другому бою Даніяру Єлеусінову (Казахстан).
2012 року у відбірковому до Олімпійських ігор 2012 чемпіонаті Азії програв у чвертьфіналі.
На Азійських іграх 2014 переміг трьох суперників, серед яких і Баатарсухийн Чинзоріг (Монголія), програв у півфіналі Лім Хюн Чул (Південна Корея) і отримав бронзову нагороду.